# Ron Hassey
Ronald William Hassey (nascido em 27 de fevereiro de 1953) é um ex-jogador profissional de beisebol da Major League Baseball (MLB) que atuou como catcher. Hassey começou sua carreira com o Cleveland Indians (1978–1984) após ser escolhido no draft na 18ª rodada de 1976. Também jogou pelo Chicago Cubs (1984), New York Yankees (1985–1986), Chicago White Sox (1986–1987), Oakland Athletics (1988–1990) e Montreal Expos (1991). Hassey é o único jogador na história da MLB a ser o catcher de dois jogos perfeitos, primeiramente com Len Barker em 1981 e depois com Dennis Martínez em 1991).

## Carreira
Ron Hassey foi campeão da World Series 1989 jogando pelo Oakland Athletics. Na série de partidas decisiva, sua equipe venceu o San Francisco Giants por 4 jogos a 0.